# Eliminate Down
Eliminate Down est un jeu vidéo shoot them up sorti en 1993 sur Mega Drive. Le jeu a été édité par Soft Vision.